# إيفاريستو بيكالوسي
إيفاريستو بيكالوسي (بالإيطالية: Evaristo Beccalossi)‏ (من مواليد 12 مايو 1956) هو لاعب كرة قدم إيطالي سابق لعب كلاعب خط وسط. لعب لعدة أندية إيطالية طوال مسيرته، واشتهر بوقته في إنتر ميلان، حيث فاز بلقب دوري الدرجة الأولى الإيطالي وكأس إيطاليا.